# Grzegorz Godzwon
Grzegorz Godzwon, ps. „Komar” (ur. 19 maja 1973 r. w Nysie) – polski akrobata sportowy.

## Życiorys
Urodził się 19 maja 1973 r. w Nysie. Uczęszczał do szkoły podstawowej nr 15 i Technikum Budowlanego w Rzeszowie (matura 1993). Akrobatyką sportową zainteresował się w wieku dziesięciu lat za namową nauczyciela wychowania fizycznego. W latach 1981–1991 był zawodnikiem sekcji akrobatycznej Stali Rzeszów. Wychowanek Stanisława Geronia. Absolwent Szkoły Głównej Handlowej w Warszawie (1996). W 2002 r. uzyskał tytuł zawodowy magistra inżyniera instalacji sanitarnych na Politechnice Warszawskiej w specjalności wentylacja i klimatyzacja. 

## Kariera sportowa

### Mistrzostwa Świata Seniorów

#### czwórka męska z Grzegorzem Bielcem, Piotrem Nowakiem i Krzysztofem Brudnym
- srebrny medal w układzie I (Baton Rouge, USA, 1987)[1]
- brązowy medal w II układzie (Baton Rouge, USA, 1987)[1]
- brązowy medal w wieloboju (Baton Rouge, USA, 1987)[1]
- srebrny medal w układzie II (Antwerpia, Belgia, 1988)[2]

#### dwójka męska z Andrzejem Piechotą
- brązowy medal w układzie II (Augsburg, Niemcy, 1990)[3]
- brązowy medal w wieloboju (Augsburg, Niemcy, 1990)[3]
- brązowy medal w układzie I (Tokio, Japonia, 1991)[4]

### Mistrzostwa Europy Seniorów

#### czwórka męska z Grzegorzem Bielcem, Piotrem Nowakiem i Krzysztofem Brudnym
- złoty medal w układzie I (Wrocław, Polska, 1987)[5]
- złoty medal w układzie II (Wrocław, Polska, 1987)[5]
- brązowy medal w wieloboju (Wrocław, Polska, 1987)[5]
- srebrny medal w układzie II (Antwerpia, Belgia, 1988)[2]
- brązowy medal w wieloboju (Antwerpia, Belgia, 1988)[2]

#### dwójka męska z Andrzejem Piechotą
- srebrny medal w wieloboju (Augsburg, Niemcy, 1990)[3]
- srebrny medal w układzie II (Augsburg, Niemcy, 1990)[3]
- brązowy medal w układzie I (Augsburg, Niemcy, 1990)[3]

### Mistrzostwa Świata Juniorów

#### dwójka męska z Grzegorzem Bielcem
- srebrny medal w wieloboju (Katowice, Polska, 1989)[6]
- srebrny medal w układzie I (Katowice, Polska, 1989)[6]
- brązowy medal w układzie II (Katowice, Polska, 1989)[6]

### Mistrzostwa Polski Seniorów
- cztery złote medale w 1986, 1987, 1988 i 1989 w czwórce męskiej
- złoty medal w 1990 w dwójce męskiej

## Nagrody i wyróżnienia
- Srebrny Krzyż Zasługi za zasługi w działalności na rzecz rozwoju sportu (9 grudnia 2004)[7]
- Medal za Wybitne Osiągnięcia Sportowe: złoty (1987), srebrny (1988) i brązowy (1989)
- odznaka Mistrz Sportu (1988)
- w 1990 r. wraz z Andrzejem Piechotą zwyciężył w plebiscycie „Nowin” na najlepszego sportowca Polski południowo-wschodniej. Wielokrotnie w pierwszej dziesiątce tego plebiscytu[8].